# Norbert Gastell

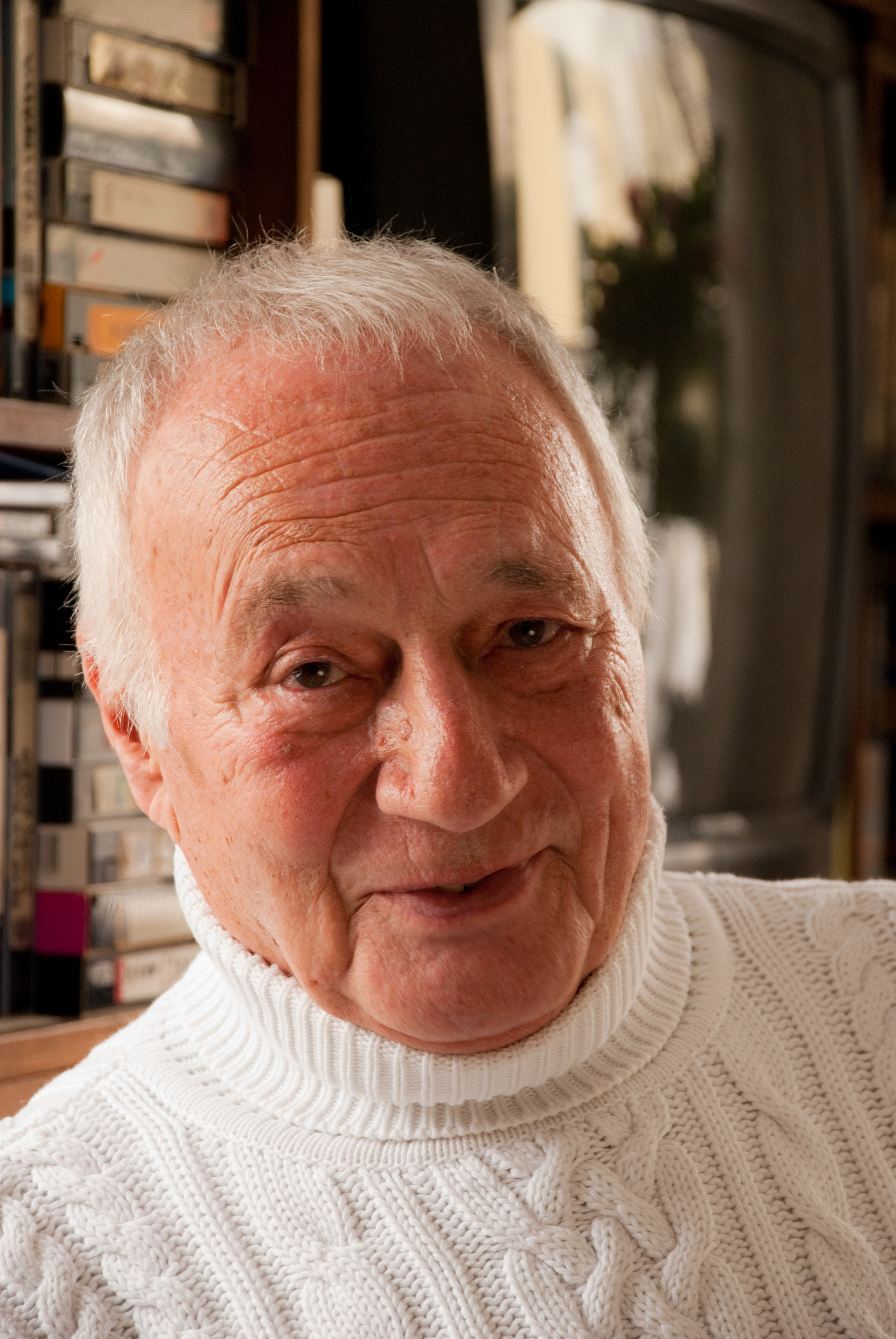
Norbert Gastell (2010)

Norbert Gastell, eigentlich Emilio Norberto Gastel, (* 14. Oktober 1929 in Buenos Aires, Argentinien; † 26. November 2015 in München-Ramersdorf) war ein deutscher Schauspieler und Synchronsprecher. Bekannt wurde seine Stimme im deutschsprachigen Raum vor allem durch die Figur des Homer Simpson, die er in der Zeichentrickserie Die Simpsons über 25 Jahre sprach. Auch in den Serien ALF, in der er den Nachbarn Trevor Ochmonek synchronisierte, Disneys Gummibärenbande (König Gregor) und Cheers („Coach“ Ernie Pantusso) hatte er markante Synchronsprecherrollen inne.

## Leben
Norbert Gastell wurde 1929 in Buenos Aires als Sohn deutscher Eltern geboren. Sein Vater, der aus Freiburg im Breisgau stammende Journalist Otto Hellmuth Georg Max Gastel (1902–1994), war mit seiner Frau 1925 von München aus nach Argentinien zu seinem Bruder Harald ausgewandert. Er war in Argentinien Redakteur bei La Plata, der damals größten deutschen Zeitung in Südamerika. 1938 kam die Familie aufgrund einer schweren Asthma-Erkrankung des Vaters nach München zurück, wo Otto Gastel für die Süddeutsche Zeitung tätig wurde. Später arbeitete er für Zeitungen in Rosenheim und Bad Aibling.

### Ausbildung und Bühne
Norbert Gastell besuchte das Wittelsbacher-Gymnasium in München, ging aber vor seinem Abitur ab, um auf die Schauspielschule von Ruth von Zerboni zu gehen. 1950 erhielt er sein erstes Bühnenengagement in Tübingen. Ab 1956 wurde München seine künstlerische Heimat; er spielte am Volkstheater im Sonnenhof und im Bayerischen Staatsschauspiel sowie an der Kleinen Komödie.

### Karriere
Seit den 1960er-Jahren arbeitete Gastell auch als Schauspieler für Film und Fernsehen. So wirkte er 1966 in drei Folgen der Science-Fiction-Serie Raumpatrouille mit (Planet außer Kurs, Deserteure und Invasion). Er wurde auch durch seine Rolle als Forstdirektor Leonhard in der ZDF-Serie Forsthaus Falkenau an der Seite von Christian Wolff bekannt.
Daneben arbeitete Gastell seit 1956 umfangreich in der Synchronisation. Dabei lieh er seine Stimme unter anderem Telly Savalas (Heiße Grenze USA), Ned Beatty (Roseanne), Nicholas Colasanto (Cheers), Hector Elizondo (Stoppt die Todesfahrt der U-Bahn 1-2-3), Angus Scrimm (Das Böse II), Donald Sutherland in Unterwegs nach Cold Mountain und Robert Hardy als Zaubereiminister Cornelius Fudge in den Harry-Potter-Verfilmungen.
Besonders große Popularität erlangte Norbert Gastell durch die Stimme der Figur Homer Simpson in der Zeichentrickserie Die Simpsons, die er von 1991 bis zu seinem Tod im November 2015 durchgängig innehatte. Der ausstrahlende Sender ProSieben ehrte die Arbeit Gastells im August 2016 mit einem „Danke, Norbert Gastell“-TV-Spot. Eigentlich sollte Gastell die Rolle des Rektor Seymour Skinner synchronisieren und der Kabarettist Hans Jürgen Diedrich die des Homer, aber Diedrich gab die Rolle nach einem Tag direkt wieder ab, weil sie ihm zu schwer war.
In der Serie ALF synchronisierte er John LaMotta in der Rolle des Nachbarn Trevor Ochmonek. In der Disney-Zeichentrickserie Gummibärenbande wurde König Gregor aus Dunwin von ihm gesprochen. Außerdem synchronisierte er Miles Mayhem in der Zeichentrickserie M.A.S.K., sowie Herzog Max in Bayern in der Serie Sissi von 1997, und  diverse Bösewichte in Spider-Man und seine außergewöhnlichen Freunde, darunter Dr. Doom und Loki. Ebenso lieh er dem Chefredakteur J. Jonah Jameson in der Zeichentrickserie New Spider-Man seine Stimme. Er sprach sowohl einige Synchronrollen in verschiedenen Star-Trek-Serien als auch seit 2006 Marvin Marsh (Stans Großvater) in der Serie South Park. Eine weitere Syncronsprecherrolle hatte er in der Serie Game of Thrones, in der er den Lord-Kommandanten Jeor Mormont von der Nachtwache synchronisierte. In der deutschen Version des Videospiels Mafia II sprach er den Mafioso Leo Galante.
Darüber hinaus hatte Norbert Gastell Rollen in vielen Hörspielproduktionen.

### Familie
1956 heiratete Norbert Gastell Inge Fürst. Aus dieser Ehe stammen zwei Töchter. Seit 1989 war er mit seiner Schauspielkollegin Karin Heym verheiratet, mit der er in Diether Krebs’ Sketchsendung Voll daneben – Gags mit Diether Krebs vor der Kamera stand. Gastell lebte zusammen mit seiner Frau in München-Ramersdorf, wo er am 26. November 2015 im Alter von 86 Jahren starb.

## Filmografie (Auswahl)

### Als Schauspieler
- 1962: Dicke Luft
- 1964: Kommissar Freytag (Fernsehserie, Folge Sechs Pfund süße Träume)
- 1965: Der Nachtkurier meldet (Fernsehserie, Folge Briefe aus dem Dunkel)
- 1966: Raumpatrouille (Fernsehserie, drei Folgen)
- 1967: Flucht ohne Ausweg (Fernsehdreiteiler)
- 1971: Operation Walküre (Fernsehfilm)
- 1972: Die rote Kapelle (siebenteilige Fernsehminiserie, zwei Folgen)
- 1974: Mordkommission (Fernsehserie, Folge Der Blitzschlag)
- 1976: Inspektion Lauenstadt (Fernsehserie, Folge Ein Herr aus Hamburg)
- 1979: Der Millionenbauer (Fernsehserie, Folge Herzkasperl)
- 1980: Merlin (Fernsehserie, fünf Folgen)
- 1982: Die unsterblichen Methoden des Franz Josef Wanninger (Fernsehserie, Folge Rund um den Hund)
- 1984: Die Wiesingers (Fernsehserie)
- 1985: Tatort – Schicki-Micki (Fernsehreihe)
- 1985: Der Komödienstadel: Der Onkel Pepi (Fernsehreihe)
- 1986: Die Krimistunde (Fernsehserie, Folge 22, Episode: Herrenabend)
- 1987: Die Krimistunde (Fernsehserie, Folge 28, Episode: Zwangsläufig)
- 1987: SOKO 5113 (Fernsehserie, Folge Der vierte Mann)
- 1989: Löwengrube (Fernsehserie)
- 1989–2006: Forsthaus Falkenau (Fernsehserie, 106 Folgen)
- 1990: Voll daneben – Gags mit Diether Krebs (Fernsehserie)
- 1993: Tatort – Flucht nach Miami (Fernsehreihe)
- 1994: Mutter, ich will nicht sterben! (Fernsehfilm)
- 1995: Tödliche Wahl (Fernsehserie)
- 2001: Samt und Seide (Fernsehserie, eine Folge)

### Als Synchronsprecher
Claude Brasseur
- 1976: Barocco – Mord um Macht als Jules
- 1979: Der Polizeikrieg als Kommissar Jacques Fush

Dan Castellaneta
- 1991–2016: Die Simpsons als Homer Simpson
- 1992–1993: Die Simpsons Shorts als Homer Simpson
- 2003: The Simpsons Hit & Run als Homer Simpson
- 2007: Die Simpsons – Der Film als Homer Simpson
- 2007: Die Simpsons – Das Spiel als Homer Simpson

Chuck Connors
- 1987: Sakura Killer als Der Colonel
- 1987: Die unbeugsamen Wilden als Mr. Warren

Clu Gulager
- 1979: Ein Mann räumt auf als Lt. Dunne
- 1985: Der Schrecken der London Bridge als Chief Peter Dawson
- 1985: Nightmare II – Die Rache als Ken Walsh

Robert Hardy
- 2002: Harry Potter und die Kammer des Schreckens als Cornelius Fudge
- 2004: Harry Potter und der Gefangene von Askaban als Cornelius Fudge
- 2005: Harry Potter und der Feuerkelch als Cornelius Fudge
- 2007: Harry Potter und der Orden des Phönix als Cornelius Fudge

Bud Luckey
- 2004: Die Unglaublichen – The Incredibles als Rick Dicker
- 2005: Jack-Jack Superbaby als Rick Dicker

Anthony Steffen
- 1979: Foltercamp der Liebeshexen als Juan Laredo
- 1980: Die Liebeshexen vom Rio Cannibale als Doktor Farrell

John Vernon
- 1994: Der Vatermörder als Old Mahon
- 1995: Seitensprung mit Folgen – Wenn eine Affäre zum Alptraum wird als Detective Pronzini

#### Filme
- 1972: Für Michael Conrad in Highway Tramper als Diesel
- 1975: Für Giampiero Albertini in Zorro als Brother Francisco
- 1976: Für Donald Burton in Mohammed – Der Gesandte Gottes als ʿAmr ibn al-ʿĀs
- 1978: Für Richard Johnson in Zeuge des Wahnsinns als Macauley
- 1979: Für Chiang Tao in Wir sind die größten Knochenbrecher als Ho Fu Wei
- 1979: Für Jerry Jones in Helden der Nacht als Dr. Fred Mathis
- 1979: Für Ku Feng in Die grausame Rache der Shaolin als Dr. Kuo
- 1980: Für Rip Torn in Ene Mene Mu und Präsident bist du als JCS Chairman G. E. Dumpston
- 1982: Für Steve Susskind in Und wieder ist Freitag der 13. als Harold
- 1983: Für Gerard Parkes in Avanaida – Todesbiss der Satansviper als Captain Novack
- 1984: Für Renato Scarpa in Also sprach Bellavista als Dr. Cazzaniga
- 1985: Für Mike Monty in American Ninja als Capt. Henry Marlowe
- 1986: Für Arthur Roberts in Shopping als Mr. Todd
- 1988: Für James Karen in Toll treiben es die wilden Zombies als Ed
- 1988: Für Romano Puppo in Roboman als Corporal Corey
- 1989: Für Paul Mazursky in Feinde – Die Geschichte einer Liebe als Leon Tortshiner
- 1990: Für David Warner in Blue Tornado – Männer wie Stahl als Kommandant
- 1990: Für Larry Hankin in Kevin – Allein zu Haus als Sergeant Larry Balzak
- 1992: Für Ian Watkin in Braindead als Onkel Les
- 1993: Für Len Cariou in Erdbeben in der Bucht von San Francisco als Buck Helm
- 1994: Für Wes Craven in Freddy’s New Nightmare als Wes Craven
- 1996: Für John Franklyn-Robbins in Emma als Mr. Cole
- 1997: Für Philip Bosco in Die Hochzeit meines besten Freundes als Walter Wallace
- 1997: Für Lewis Arquette in Scream 2 als Chief Lewis Hartley
- 1998: Für Tom Kane in Halloween H20 als Dr. Sam Loomis
- 1998: Für Charles Durning in Hi–Life in Manhattan als Fatty
- 2002: Für Jon Polito in Black Mask 2 als Mr. King
- 2007: Für Gannosuke Ashiya in Pom Poko als Inugami Gyōbu
- 2007: Für Michael Fairman in Dead Silence als Henry Walken
- 2008: Für Frank Finlay in Rosamunde Pilcher – Vier Jahreszeiten als Alexander Combe
- 2011: Für Steve Eastin in All Things Fall Apart – Wenn alles zerfällt … als Coach Harper
- 2014: Für Liam Neeson in The Lego Movie als Pa Cop

#### Serien
- 1969: Für Pierre Massimi in Die Lederstrumpferzählungen als Chingachgook
- 1978–1979: in Sindbad als Salbus
- 1988–1991: Für John LaMotta in ALF als Trevor Ochmonek
- 1988–1991: Für Michael Rye in Disneys Gummibärenbande als König Gregor
- 1997: Für Dick O’Neill in Hör mal, wer da hämmert als Art Leonard (3 Folgen)
- 1997–1998: Für Ryūsei Nakao in Montana als Alfred Jones
- 2002: Für Drew Reichelt in Yvon vom Yukon als Yvon Ducharme
- 2004–2005: Für Dabney Coleman in The Guardian – Retter mit Herz als Burton Fallin
- 2006–2015: Für Trey Parker in South Park als Marvin Marsh
- 2012–2013: Für James Cosmo in Game of Thrones als Lordkommandant Mormont
- 2012–2015: Für Tony Amendola in Once Upon a Time – Es war einmal … als Gepetto/Marco

#### Videospiele
- 2010: Für Frank Ashmore in Mafia II als Leo Galante

## Hörspiele
- 1964: Otto Heinrich Kühner: Die Übungspatrone (Unteroffizier) – Regie: Otto Kurth (Hörspiel – SR/BR)

## Hörbücher
- 2014: Sophie Kinsella: Das Hochzeitsversprechen (gemeinsam mit Sandra Schwittau & Nana Spier), der Hörverlag, ISBN 978-3-8445-1184-0

## Auszeichnungen
- 2009: Synchron Zuhörerpreis Die Silhouette in der Kategorie „Bester Synchronschauspieler Serie“ als Stimme von Homer Simpson in Die Simpsons